# Neon Genesis Evangelion: the Iron Maiden 2nd
Neon Genesis Evangelion: Girlfriend of Steel 2nd (新世紀エヴァンゲリオン 鋼鉄のガールフレンド2nd Shin Seiki Evangerion Kōtetsu no Gārufurendo 2nd?) es un videojuego de la serie de anime y manga Neon Genesis Evangelion. Centrado en las relaciones de amor y amistad, narra un universo alternativo donde todos los personajes viven felizmente. 
Basado en este juego se creó un manga homónimo bajo la producción de Gainax al igual que las obras anteriores, su autora fue Fumino Hayashi y lo transformó en un shōjo (manga para chicas), también llamado Neon Genesis Evangelion: the Iron Maiden 2nd.

## Concepto
Un día, Shinji, mientras sufría las consecuencias del combate contra un Ángel, imaginó un mundo donde su madre seguía viva. Un mundo donde vivía con sus padres y Asuka era su amiga de la infancia. Un mundo donde Kaworu era su compañero de clase, Misato su profesora, Ritsuko Akagi la enfermera de la escuela y Rei Ayanami la nueva alumna de intercambio. Un mundo en el que se quedaba dormido por las mañanas y donde podía vivir tranquilamente con sus compañeros. Un mundo donde no existían los ángeles ni los EVA. 
Tomando este sueño como base de Neon Genesis Evangelion: Iron Maiden 2nd se reescribe la apocalíptica y popular historia sobre la supervivencia de la humanidad. Pero no todo es paz, ni siquiera en este mundo idílico, ya que todo cambiara ocurrirá cuando Adán aparezca.

## Argumento
La historia empieza cuando Shinji Ikari y Asuka Langley Soryu, que son amigos de la infancia, se dirigen a la escuela y Shinji choca con una misteriosa chica de pelo azul, cayendo los dos al suelo, la chica piensa que Shinji le estaba mirando la ropa interior y lo acusa de mirón. Esta luego de la acusación sale corriendo diciendo que va a llegar tarde a su primer día de la escuela. Shinji y Asuka siguen su camino hacia la escuela apurados porque estaban llegando tarde también. Al llegar la profesora les presenta a una nueva alumna, que es justamente la chica con la que se cruzó Shinji. Esta se presenta como Rei Ayanami y al instante reconoce a Shinji, y frente a toda la clase lo acusa de mirón, Asuka se enoja y lo defiende, Rei no entiende porque ella hace eso y Tōji Suzuhara le dice que ella y Shinji son novios (al instante los dos lo niegan y se sonrojan) provocando la confusión de Rei.

## Manga
El manga cuenta la historia de las relaciones amorosas de los personajes, creándose triángulos amorosos y hasta cuadriláteros amorosos, ya que Asuka, Rei y Kaworu aman a Shinji. Esto deja de lado la lucha contra los Ángeles y el tema de pilotar los EVAS, aunque algunas peleas si ocurren, tienen otro significado diferente al de las de la serie original.
También puede decirse que se divide en tres partes, siendo la primera (que cubre de los tomos 1 al 4) la que cuenta las relaciones amorosas entre estos estudiantes de secundaria, la segunda (tomo 5) cuenta la historia de Gendo Rokubungi y Yui Ikari (que en el manga de la primera parte sigue viva) que son los padres de Shinji, justamente la historia es de cuando ellos tenían la misma edad que Shinji al comienzo del manga, y la tercera (tomo 6, el último) cuenta como están los ahora expilotos de los EVAS varios años después de finalizada la trama del tomo 4.
El manga fue traducido al castellano (para Argentina) por la editorial Ivrea, para España por la editorial Norma y para México por Grupo Editorial Vid, y vendido en tomos idénticos a los japoneses (tankōbon de 200 páginas).

## Diferencias con la serie
- Asuka y Shinji son amigos de la infancia, pero ambos son reacios a arriesgar su amistad y formar una relación más profunda. Sin embargo, Asuka se pone celosa cuando Rei se siente atraída por Shinji.

- Kensuke tiene un amor no correspondido en Asuka, pero tiene miedo de actuar debido a posibles sentimientos de Shinji. Rei está en una posición paralela, con los roles invertidos.

- Kaworu no tiene lazos íntimos con otra persona aparte de Shinji, y se resiente de la cercana relación de Shinji con Asuka.

- Rei y Ritsuko, que están estacionadas juntas, se dan cuenta de sus sentimientos románticos hacia Shinji y Gendo respectivamente, los cuales seguirán siendo no correspondidos.

- Misato es más abierta con las personas y no posee el trauma ocasionado por el Segundo Impacto, evento que no ocurre en este universo; su relación con Kaji es más franca que en la serie original, aquí son pareja desde hace algún tiempo y no tienen contratiempos.